# Tomcats (film)
Tomcats — ou Sacrés Machos au Québec — (Tomcats) est un film américain de Gregory Poirier sorti en 2001.

## Synopsis
Les Tomcats, un groupe de jeunes amis épris de liberté et collectionneurs de conquêtes, font un pari insensé : le dernier à rester célibataire gagnera une jolie somme d'argent. Sept ans plus tard, il ne reste plus que deux candidats en lice : Michael, un dessinateur talentueux, et Kyle, qui n'a pas beaucoup de considération pour la gent féminine.

Un soir de débauche, Michael laisse une ardoise de 51 000 dollars à un casino. Il dispose d'un mois pour la régler, sinon Carlos, le patron de l'établissement de jeux, lui réglera son compte. Sa seule chance de trouver l'argent est de gagner ce vieux pari, et donc de marier Kyle.

## Fiche technique
- Titre original : Tomcats
- Titre français : Tomcats
- Titre québécois : Sacrés machos
- Réalisation : Gregory Poirier
- Scénario : Gregory Poirier
- Genre : Comédie érotique

## Distribution
- Jerry O'Connell (V. F. : Thierry Wermuth) : Michael Delany
- Shannon Elizabeth : Natalie Parker
- Jake Busey : Kyle Brenner
- Horatio Sanz (en) : Steve
- Jaime Pressly : Tricia
- Bernie Casey : Officier Hurley
- David Ogden Stiers : Dr Crawford
- Travis Fine : Jan
- Heather Stephens : Jill
- J. Kenneth Campbell : M. MacDonald
- Julia Schultz (en) : Shelby
- Scott L. Schwartz : un biker (non crédité)